# 白水清
白水清（1955年—），男，汉族，福建安溪人，中华人民共和国政治人物。现任世界茶文化交流协会会长，香港安溪同乡会副会长。第十二、十三、十四届全国政协委员。